# Afterfall: InSanity
Afterfall: InSanity (poprzednio: Bourgeoisie: Pearl of the Wastelands, Rascal lub po prostu Afterfall) – gra komputerowa z gatunku survival horror stworzona przez polskie studio Intoxicate Studios i wydana 25 listopada 2011 roku na platformę Microsoft Windows.
22 lutego 2013 roku ukazała się zawartość do pobrania o nazwie Dirty Arena dodająca tryb przetrwania, w którym gracz musi odpierać kolejne fale przeciwników. Planowany był także port gry na Xboksa 360, który ukazać miał się pod koniec 2013 roku. W produkcji jest kontynuacja o nazwie Afterfall Reconquest.

## Fabuła i rozgrywka
Akcja gry toczy się w roku 2035 w postapokaliptycznym świecie zniszczonym przez trzecią wojnę światową. Bohaterem gry jest Albert Tokaj, członek zespołu medycznego odpowiadającego za zdrowie psychicznie mieszkańców polskiego schronu „Chwała”. Postać gracza musi zmierzyć się z tajemniczym wirusem dziesiątkującym ludność schronu. Gra przedstawiona jest z perspektywy trzeciej osoby. Rozgrywka polega głównie na eksploracji poziomów, walce z przeciwnikami i rozwiązywaniem zagadek, pojawiają się też sekwencje QTE. Walka odbywa się za pomocą broni białej lub palnej.

## Tworzenie, odbiór i sprzedaż
Początkowo tytuł miał być grą fabularną w stylu serii Fallout i S.T.A.L.K.E.R., lecz później zmieniono styl rozgrywki na survival horror. Gra pierwotnie powstawała jako fanowski projekt fanów ww. serii, jednak w 2008 roku dzięki firmie Nicolas Games Entertainment przekształciła się w profesjonalny produkt. Miała wtedy działać na silniku Unigine, lecz w kwietniu 2009 roku zmieniono go na Unreal Engine 3. W polskiej wersji językowej głównemu bohaterowi głosu użyczył Michał Żebrowski.
Gra zebrała niezbyt przychylne opinie recenzentów, uzyskując średnią ocen 50/100 w agregatorze Metacritic i 45,37% w GameRankings. Krytykowano głównie liniową i nudną rozgrywkę, aktorów głosowych, występujące błędy oraz system walki, a pozytywnie oceniano oprawę graficzną, atmosferę gry i zagadki. W czerwcu 2012 roku podano, że liczba sprzedanych egzemplarzy szacuje się na 40–60 tysięcy.
27 lipca 2012 roku w postaci darmowej łaty ukazała się Edycja Rozszerzona gry, która poprawia błędy, ulepsza istniejące funkcje i dodaje nowe. W tej wersji tytuł został jako jeden z pierwszych zatwierdzony do dystrybucji w usłudze Steam za pomocą systemu Greenlight.
W październiku 2012 roku firma Epic Games pozwała wydawcę gry, Nicolas Entertainment Group, w związku z nieotrzymaniem zapłaty za wykorzystywanie silnika Unreal Engine. Firma żądała wycofania gry ze sprzedaży, jednak nie uzyskała odpowiedzi. Mimo to spór udało się rozwiązać. W październiku 2013 roku Nicolas Games ogłosiło, że sprzedano 300 tysięcy kopii gry.

## Kontynuacja
19 października 2012 roku ogłoszono sequel gry o nazwie Afterfall: Pearl of the Wasteland. Tytuł został zapowiedziany jako shooter wykorzystujący system osłon i wydawany w postaci trzech epizodów, każdy trwający ok. 1,5–2 godziny. W każdym epizodzie gracz miał wcielać się w innego bohatera, jednak poznawałby tę samą historię. Ukazać miały się na komputerach osobistych i wykorzystywać silnik Unreal Engine.
W maju 2013 roku ujawniono nową nazwę produkcji – Afterfall: Reconquest, a w czerwcu poinformowano, że format gry uległ zmianie ze względu na zmniejszenie liczby pracowników Intoxicate Studios z ok. 50 do 12, choć nadal będzie dystrybuowana w epizodach za pomocą platformy Steam. Za scenariusz tytułu odpowiedzialni są Jacek Komuda i Maciej Jurewicz. Gra została wydana 19 lutego 2015 roku wyłącznie na platformę PC, a świat w niej przedstawiony został ukazany w odcieniach czerni i bieli.